# Joan Manuel Gisbert
Joan Manuel Gisbert (Barcelona, 16 de octubre de 1949) es un escritor español de literatura infantil y juvenil.

## Biografía
A causa de la prematura muerte de su padre, comenzó a trabajar a temprana edad, colaborando con distintas editoriales. Viajó a París para estudiar teatro y a su regreso publicó su primer libro, Escenarios fantásticos (1979). Trabajó como asesor en el mundo editorial.[cita requerida]
En la actualidad imparte cursos sobre la imaginación fantástica y participa en jornadas y encuentros de literatura infantil y juvenil y sobre los temas del arte fantástico. Realiza encuentros con lectores en bibliotecas, centros educativos y ateneos culturales de diversos países. Ha creado también guiones para televisión (Misteri para TVE de Cataluña).[cita requerida] "En sus obras, Gisbert desarrolla aventuras que parten de la vida real, de la que también forman parte los sueños y los contenidos de la imaginación, para adentrarse en las zonas desconocidas de la realidad, sin descuidar nunca la dimensión artística de la escritura ni la riqueza expresiva del lenguaje. Lo inaudito y lo extraordinario aparece en sus obras como el revés de la trama de la vida, como una extensión de los ámbitos de la experiencia humana, más allá de lo aparente y lo cotidiano. En sus textos para sus lectores más jóvenes, a este autor le gusta desarrollar historias inspiradas en elementos temáticos de mitos, cuentos y leyendas de todos los tiempos, a través de nuevos relatos de su creación, con su particular atmósfera de encanto, aventura, misterio, sortilegio y descubrimiento".

## Obras
- Escenarios fantásticos.
- El misterio de la isla de Tökland.
- El extraño adiós de Odiel Munro.
- Leyendas del planeta Thámyris.
- Bestiario fantástico.
- El Lazarillo Fantástico".
- Post-Mortem".
- El Museo de los Sueños.
- La noche del Viajero Errante.
- La aventura inmortal de Max Urkhaus.
- La Sonámbula en la Ciudad-Laberinto.
- Historias secretas del espacio.
- El mago de Esmirna.
- El arquitecto y el emperador de Arabia.
- El talismán del Adriático.
- La mansión de los abismos.
- El lugar de los murciélagos.
- La noche del eclipse.  Premio Gran Angular.
- El guardián del olvido. Seleccionada como una de las cien mejores obras del siglo XX español por la Fundación Germán Sánchez Ruipérez.
- El misterio de la mujer autómata.  Premio Barco de Vapor.
- Las tres plumas. En Compañero de sueños.
- La frontera invisible.
- El último enigma.
- El parque del arte.
- Los espejos venecianos.
- El enigma de la muchacha dormida.
- La voz de madrugada.
- Los armarios negros.
- Agualuna.
- El secreto del hombre muerto.
- La mirada oscura.
- Los caminos del miedo.
- La laguna luminosa.
- Regalos para el rey del bosque.
- El mensaje de los pájaros. Premio Barco de Vapor.
- El palacio de los tres ojos.
- Orión y los animales magos.
- Fabulosa noche de San Juan.
- El talismán que vino por el aire.
- Magos del atardecer.
- Algo despierta en secreto.
- El bosque de los desaparecidos.
- Unos días con Mayer, relato en el volumen 21 relatos por la educación.
- Historias secretas en la noche.
- El despertar de Heisenberg.
- Los sueños de la Sibila, relato en el volumen Cinco cuentos sobre Velázquez.
- La sonrisa que vino del espacio, relato en el volumen Cuentos a la orilla del sueño.
- La laguna luminosa.
- Las maletas encantadas.
- Las islas fabulosas.
- La feria de la noche eterna.
- Orión y el Libro de Maravillas.
- El viaje secreto.
- Noa, la joven fantasma.
- Escenarios fantásticos,
- El secreto del lago subterráneo.
- La invisible nave de la noche.
- Yol, hijo de dos mundos.

## Sagas

### La maldición del arquero
1. La maldición del arquero.
2. El embrujo de Elba.

## Premios
Con Escenarios fantásticos (1979) consiguió el Premio de la CCEI.[cita requerida] Después, su libro  El misterio de la isla de Tökland  (1981) que había obtenido el Premio Lazarillo de creación literaria en su edición de 1980, figuró en la Lista de Honor del Premio Andersen.[cita requerida] Su siguiente obra, Leyendas del planeta Thamyris (1982), fue declarada en 1983 Libro de Interés Infantil por el Ministerio de Cultura.[cita requerida] Con El museo de los sueños (1984) obtuvo el Premio Nacional de Literatura Infantil y Juvenil. Por La noche del eclipse (1990) fue galardonado con el premio Gran Angular. La voz de madrugada recibió el premio Edebé en 1995. También ha conseguido en dos ocasiones el premio Barco de Vapor, en 1991 con "El misterio de la mujer autómata", y en 2001 con "El mensaje de los pájaros". En 1997 consiguió el Premio Cervantes Chico de Literatura Infantil y Juvenil por su trayectoria literaria.